# Manuel Fernández Carpio
Manuel Fernández Carpio (Jaén, 1853-Santander, 1931) fue un pintor español.

## Biografía
Nacido en 1853 en Jaén, fue discípulo de la Escuela especial de Pintura, Escultura y Grabado y de su tío Manuel de la Paz Mosquera. A la Exposición verificada en su ciudad natal en 1878 concurrió con un cuadro que denominaba ¡Está muerto!, por el cual fue premiado con una medalla de tercera clase. A la Exposición Nacional de Bellas Artes verificada en Madrid en 1831 contribuyó con el cuadro Los extremos se tocan. A la iniciada por el señor Hernández, y que se efectuó en el palacio de Arenzana, llevó el artista Una fiesta de toros. Estuvo pensionado en Madrid por la Diputación Provincial de Jaén. Fernández Carpio, que hacia 1929 residía en Santander, durante el siglo XIX había mantenido amistad con el también pintor Casimiro Sainz. Falleció en diciembre de 1931 en Santander.